# Sonne über der Adria
Sonne über der Adria ist ein deutsch-jugoslawisches Reise-, Liebes- und Musiklustspiel aus dem Jahre 1954 von Karl Georg Külb.

## Handlung
Charly, Fred, Ivo und Bobby sind vier Kumpels. Während der eine ein begnadeter Schlagersänger ist, arbeitet der zweite als Reporter und der dritte als Autokonstrukteur. Der Vierte von ihnen versuchte sich bisher, ziemlich erfolglos, beim Toto-Spiel. Alle vier unzertrennlichen Freunde haben eins gemeinsam: Sie sind derzeit ziemlich pleite, dafür sitzen sie an südlichen Gestaden und können das Meer und die Sonne genießen. Die vier Jungs schlagen sich mehr schlecht als recht als Amateurmusiker in einem Gartenlokal durch. 
Bald aber ist ihnen das Glück – auf mannigfaltige Weise – hold: Auf ihrer Weiterfahrt mit dem Auto und per Schiff wird der Sangeskünstler von einer professionellen Band entdeckt und eingestellt und findet auch noch sein privates Glück bei der Kellnerin des besagten Gartenlokals. Die anderen drei Männer bleiben auch nicht allein: Ein Autohersteller, dessen Tochter sich in den Reporter verliebt, gibt dem mittellosen Konstrukteur den Job eines Chefingenieurs in seiner Firma, und der bislang glücklose Totospieler landet mit seiner Zahlenfolge endlich mal einen Treffer und kann viel Geld einstreichen.

## Produktionsnotizen
Sonne über der Adria entstand im Sommer 1954 an der Adria im mitproduzierenden Jugoslawien. Der Film wurde am 22. Oktober 1954 in Nürnberg uraufgeführt, die Berliner Premiere war am 24. August 1956.
Der deutsche Kameramann Gerd von Bonin, der gemeinsam mit Hauptdarsteller Joachim Brennecke die B-Film GmbH gegründet hatte, und der Jugoslawe Zeljko Kunkera übernahmen die Produktionsleitung. Giovanni Borghi entwarf die Filmbauten. René Carol singt das Titellied.

## Kritik
Im Lexikon des Internationalen Films heißt es knapp: „Lustspieldutzendware voller Unwahrscheinlichkeiten, kitschig-banaler Musik und Plakatlandschaften.“